# تب متناوب

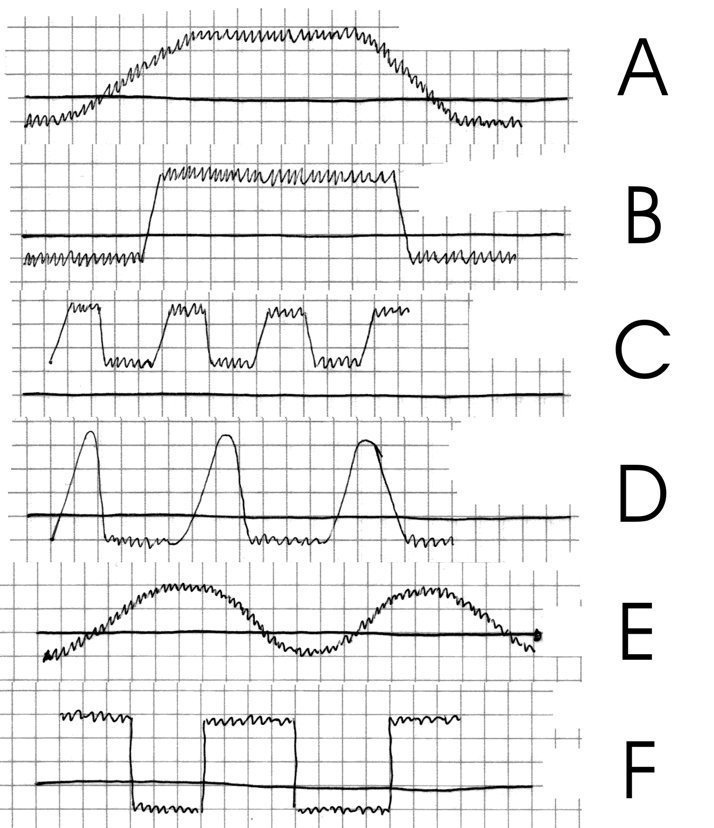
الگوهای روزانهٔ اندازه‌گیری‌شدهٔ تب A) تب مداوم (Continuous fever) B) تب زمانی با افزایش و کاهش سریع C) تب برگشتی (Remittent fever) D) تب متناوب (Intermittent fever) E) تب موجی یا سینوسی (Undulant fever) F) تب عودکننده (راجعه) (Relapsing fever)

تب متناوب گونه یا الگویی از تب است که در آن فاصله‌ای وجود دارد که در آن دما برای چند ساعت افزایش می‌یابد و پس از آن، فاصله‌ای زمانی وجود دارد که دما به حالت عادی کاهش می‌یابد. این نوع تب معمولاً در طول یک بیماری عفونی رخ می‌دهد. تشخیص تب متناوب اغلب بر اساس پیشینهٔ بالینی بیمار است، اما برخی از آزمایش‌های بیولوژیکی مانند شمارش کامل خون و کشت خون نیز استفاده می‌شود. علاوه بر این، از بررسی‌های رادیولوژی مانند پرتو ایکس قفسهٔ سینه و سونوگرافی شکم نیز می‌توان برای تشخیص استفاده کرد.

## تب متناوب در مالاریا
مالاریا یکی از علل شایع تب متناوب است و به نوبهٔ خود انواع زیر را دارد.

### تب کوتیدین
حملات تب روزانه (دوره‌ای ۲۴ ساعته) برای چند ساعت اتفاق می‌افتد. در عفونت با پلاسمودیوم دانلسی مورد انتظار است.

### تب ترشین
این تب پس از یک فاصلهٔ دو روزه (دورهٔ تناوب ۴۸ ساعته) رخ می‌دهد که در عفونت با پلاسمودیوم ویواکس و پلاسمودیوم اوال مورد انتظار است.

### تب کوارتان
تب پس از سه روز (دورهٔ تناوب ۷۲ ساعته) رخ می‌دهد که در عفونت با پلاسمودیوم مالاریه مورد انتظار است.

## مثال‌ها

### علل عفونی تب متناوب
موارد زیر نمونه‌هایی از بیماری‌های عفونی است که ممکن است تب متناوب به همراه داشته باشند.
- مالاریا
- بیماری سل
- سپسیس
- لیشمانیاز احشایی
- بورلیوز (بیماری لایم)
- تب گزش موش
- ویروس اپشتین–بار
- مننژوکوکسمی مزمن.

### علل التهابی تب متناوب
بیماری استیل بزرگسالان یک بیماری التهابی است که ممکن است باعث تب متناوب شود، که مشخصاً یک تب روزانه است که یک یا دو بار در اواخر بعدازظهر تا عصر افزایش می‌یابد.

## مدیریت
داروهای تب‌بُر مانند ایبوپروفن و استامینوفن برای تب و بدن‌درد استفاده می‌شود. آنتی‌بیوتیک‌ها نیز برای هر عفونت زمینه‌ای استفاده می‌شوند. برای درمان مالاریا، داروهای ضد مالاریا مانند کینین، کلروکین و پریماکین تجویز می‌شود.